# Lékoumou
La Lékoumou (s’écrit également Lekumu) est l'un des départements de la république du Congo, situé dans l'ouest du pays. Le chef-lieu du département est Sibiti.

## Économie
L’agriculture vivrière, réalisée par des petits producteurs (manioc, arachide, tarots, banane plantain, courges, oseille, gingembre, huile de palme artisanale), et l’arboriculture (safoutiers, manguiers, bananiers) sont les principales activités agricoles. La filière bois est une activité importante. La Lékoumou renferme des gisements de fer, dont le plus important est celui de Zanaga. Son exploitation par un partenariat associant le sud-africain Zanaga Iron Ore Company et le groupe suisse Glencore Xstrata, est assujettie à la remontée des cours mondiaux du fer.
La région offre des richesses touristiques orientées vers la découverte du pays, de la forêt, des villages et de leurs produits. Un pont de liane, situé vers Bambama, près du village de Simonbondo, à la frontière gabonaise, est célèbre par le choix des matériaux naturels et leur assemblage, permettant de franchir 74 m. sans support intermédiaire. 

## Géographie
Il est limitrophe avec les départements du Niari, de la Bouenza, du Pool et des Plateaux, ainsi qu'avec le Gabon.
|       | Haut-Ogooué | Plateaux |
| Niari | Lékoumou    | Pool     |
|       | Bouenza     |          |

## Districts
- Bambama
- Komono
- Mayéyé
- Sibiti
- Zanaga